# Equações explícitas para o fator de atrito de Darcy-Weisbach
Quando um fluido escoa de um ponto para outro no interior de um tubo, haverá sempre uma perda de energia, denominada queda de pressão (gases) ou perda de carga (líquidos). Esta perda de energia é devida ao atrito do fluido com a superfície interna da parede do tubo e turbulências no escoamento do fluido. Portanto quanto maior for a rugosidade da parede da tubulação ou mais viscoso for o fluido, maior será a perda de energia.
Com o intuito de estabelecer leis que possam reger as perdas de carga em condutos, já há cerca de dois séculos estudos e pesquisas vêm sendo realizados. Atualmente a expressão mais precisa e utilizada universalmente para análise de escoamento em tubos, e que foi proposta em 1845, é a conhecida equação de Darcy-Weisbach:
{\displaystyle h_{f}=f\cdot {\frac {L}{D}}\cdot {\frac {V^{2}}{2g}}}
onde:
{\displaystyle h_{f}} = perda de carga ao longo do comprimento do tubo (mca)
{\displaystyle f} = fator de atrito de Darcy-Weisbach (adimensional)
{\displaystyle L} = comprimento do tubo (m)
{\displaystyle V} = velocidade do líquido no interior do tubo (m/s)
{\displaystyle D} = diâmetro interno do tubo (m)
{\displaystyle g} = aceleração da gravidade local (m/s2)
Mas não se encontrou logo uma maneira segura para determinação do fator de atrito. Somente em 1939, quase 100 anos depois, é que se estabeleceu definitivamente uma lei para fator de atrito {\displaystyle f}, através da equação de Colebrook-White:
{\displaystyle {\frac {1}{\sqrt {f}}}=-2\log _{10}\left({\frac {k}{3,7D}}+{\frac {2,51}{R_{e}{\sqrt {f}}}}\right)}
em que:
{\displaystyle k} = rugosidade equivalente da parede do tubo (m)
{\displaystyle R_{e}} = número de Reynolds (adimensional)
A equação de Colebrook-White tem sido considerada como a mais precisa lei de resistência ao escoamento e vem sendo utilizada como padrão referencial. Mas, apesar disto, e de todo o fundamentalismo e embasamento teórico agregado à mesma, tem uma particularidade a alguns pouco conveniente: é implícita em relação ao fator de atrito, ou seja, a grandeza {\displaystyle f} está presente nos dois membros da equação, sem possibilidade de ser explicitada em relação às demais grandezas. Sua resolução requer um processo iterativo.
Isto resultou em motivos para que muitos pesquisadores, de quase toda parte do mundo, se empenhassem em encontrar equações explícitas, que pudessem ser utilizadas como alternativas à equação de Colebrook-White. Algumas mais compactas e simples, mais fáceis de serem memorizadas, contudo com grandes desvios; outras, menos compactas e complexas, mais difíceis de serem memorizadas, porém com desvios menores; outras tantas combinando simplicidade e precisão, com erros até bem reduzidos, em relação ao fator de atrito calculado com a equação de Colebrook-White.
A seguir, um pequeno conjunto destas equações explícitas, considerando apenas aquelas que pesquisadores, conforme referência bibliográfica, avaliaram e concluíram terem os menores erros em relação à equação de Colebrook-White:
- Sousa-Cunha-Marques, 1999 (erro = 0,123%):

{\displaystyle {\frac {1}{\sqrt {f}}}=-2\log _{10}\left[{\frac {k}{3,7D}}-{\frac {5,16}{R_{e}}}\cdot \log _{10}\left({\frac {k}{3,7D}}+{\frac {5,09}{R_{e}^{0,87}}}\right)\right]}
- Haaland, 1983 (erro = 0,220%):

{\displaystyle {\frac {1}{\sqrt {f}}}=-1,8.\log _{10}\left[\left({\frac {k}{3,7D}}\right)^{1,11}+{\frac {6,9}{R_{e}}}\right]}
- Barr, 1972 (erro = 0,375%):

{\displaystyle {\frac {1}{\sqrt {f}}}=-2.\log _{10}\left({\frac {k}{3,7D}}+{\frac {5,15}{R_{e}^{0,892}}}\right)}
- Swamee-Jain,  1976 (erro = 0,386%):

{\displaystyle {\frac {1}{\sqrt {f}}}=-2.\log _{10}\left({\frac {k}{3,7D}}+{\frac {5,74}{R_{e}^{0,9}}}\right)}
- Churchill, 1973 (erro = 0,393%):

{\displaystyle {\frac {1}{\sqrt {f}}}=-2\log _{10}\left[{\frac {k}{3,7D}}+\left({\frac {7}{R_{e}}}\right)^{0,9}\right]}
Um exame superficial mostra que, por mais simples ou compactas que possam ser estas equações explícitas, as mesmas requerem também algum esforço computacional com operações matemáticas de potenciação, radiciação, logaritmicas, etc. Contudo, tendo em vista as elevadas velocidades dos processadores dos computadores atuais, praticamente será imperceptível a diferença no esforço computacional do cálculo feito com uma equação implícita e com uma equação explícita. Então, se o esforço é o mesmo, a conclusão óbvia é que parece ser mais razoável e lógico usar-se logo a equação de Colebrook-White, dado à sua precisão.
Com o uso de programas para computadores digitais, a resolução da Equação de Colebrook-White torna-se simples, fácil, automática, rápida e precisa.